# 博卡德瓦爾薩
博卡德瓦爾薩（西班牙語：Boca de Balsa），是巴拿馬的城鎮，位於該國西北部，由恩戈貝-布格雷特區的韋西科區負責管轄，面積119.5平方公里，2010年人口3,053，人口密度每平方公里25.6人。